# Вольф Дітріх Гайм
Вольф Дітріх Гайм (нім. Mag. Wolf Dietrich Heim; нар. 23 липня 1967, Кірхдорф-ан-дер-Кремс, Австрія) — австрійський дипломат. Надзвичайний і Повноважний Посол Австрії в Україні.

## Біографія
Народився 23 липня 1967 року в містечку Кірхдорф-ан-дер-Кремс, Австрія.

### Освіта
У 1994 закінчив Віденський економічний університет, спеціальність: комерційні науки. Отримав диплом магістра менеджменту за програмою CEMSMasters (Барселонська вища школа ESADE Barcelona та Віденський економічний університет, які входять до Спілки європейських шкіл менеджменту (англ. Community of European Management Schools), а також навчався в Національній школі державного управління Франції ENA (фр. École Nationale d´Administration) у Страсбурзі і Парижі (повний курс навчання ENA Cyclelong 1995/1996), в коледжі Marianopolis College Montreal, Канада (1985/1986) та в Університеті Сантьяго-де-Чилі, Чилі (1991).

### Кар'єра
З 1994 — працює в МЗС Австрії.
З 1997 по 2001 — директор Австрійського культурного форуму в Токіо/Аташе з питань культури Посольства Австрії в Японії.
З 2001 по 2003 — заступник глави дипломатичної місії (радник-посланник) Посольства Австрії в Фінляндії, Гельсінкі.
З 2004 по 2006 — заступник керівника Виконавчого секретаріату з питань ЄС.
З жовтня 2006 по серпень 2010 — працював заступником начальника Генеральної інспекції Міністерства закордонних справ Австрії.
З 27 серпня 2010 — Надзвичайний і Повноважний Посол Австрії в Україні.